# Kövesi István
Kövesi István (Vácrátót, 1911. október 14. – Budapest, 1981. február 28.) műgyűjtő, mészárosmester.

## Élete
Zsidó családban született, Kövesi József mészárosmester és felesége, Pick Irén negyedik gyermekeként. A második polgáriból diákcsínyek miatt kicsapták, ezután örömmel kezdett munkához a családi boltban. A harmincas években már saját húsboltot vezetett; hat évvel idősebb József bátyjával, aki szintén ezt a szakmát folytatta, abban állapodtak meg, hogy ő kóser – azaz a zsidó vallási előírásoknak megfelelő – árut forgalmaz, míg bátyja a szélesebb közönség számára úgynevezett „tréflit”, azaz nem a zsidó vallás előírásai szerint készült húst árul.
1939-től származása miatt először csak munkaszolgálatra hívták be, aztán megfosztották vagyonától, egzisztenciájától, végül a mauthauseni koncentrációs táborba hurcolták. Népes családjából egyedüliként tért vissza 1945-ben, 33 kilósan. Szülei és lánytestvérei Auschwitzban pusztultak el, míg bátyja a családi emlékezet szerint a rohonci kastélyban rendezett tömegmészárlás áldozatai közé került.
A családját elvesztett mészárost kifosztott otthon várta Vácrátóton, de hamarosan megismerkedett Weisz Klárával, aki Auschwitzból tért haza, ahol tanúja volt a Kövesi család nagy része pusztulásának. 1946 novemberében összeházasodtak, újra megnyitották a húsboltot, és gazdálkodni is kezdtek. Két gyermekük született, de amikor gyarapodásnak indultak volna, következett az államosítások és kitelepítések időszaka. Kövesi a családjával Angyalföldre költözött, és gyári munkás lett. A húskereskedés azonban továbbra is vonzotta, és amikor enyhült a magánszféra korlátozása, először egy libás kereskedő segédjeként helyezkedett el, majd 1957-ben átvette egy külföldre távozott – a korabeli szóhasználattal disszidált – kereskedő újlipótvárosi kóser húsboltját. Így lett a Budapesti Izraelita Hitközség Kóser Hússzékének üzletvezetője egészen haláláig. Később megszerezte a bolt feletti lakást, és családjával oda költözött.

## Műgyűjtői tevékenysége
Anyagi helyzete javulásával feltámadt az érdeklődése az akkoriban létező egyetlen legális befektetési lehetőség, a kisebb értékű műkincsek, festmények iránt. Kis lakásában egyre több, a használtáru-piacokon vásárolt festmény gyűlt össze. A kezdeti botladozásokon felesége kitűnő ízlése is segítette átlépni, és egyre jobb képeket vásárolt. Az érdeklődő, nyitott szellemiségű húskereskedő szívesen fogadta meg ismerősei, a hivatásos becsüsök tanácsait, aukciókra járt, és hamarosan igen jó képekhez jutott. Gyűjteménye végül meghaladta a 230 darabot és olyan festők műveit foglalja magába, mint Kassák Lajos, Bortnyik Sándor, Vaszari János, Rippl-Rónai József, Koszta József, Tornyai János, és Perlmutter Izsák, valamint Anna Margit és Ámos Imre képei, amikhez a művészekhez fűződő személyes ismeretség révén jutott.

## Emlékezete
Örökösei évtizedes győzködés után járultak hozzá, hogy a Kieselbach Galéria 2013. november 25-30. között bemutathassa az egyedülálló gyűjteményt. A kiállítás nagy közönségsikert aratott.
2015-ben a Magyar Nemzeti Bank vásárolta meg a gyűjteményt, jelenleg a Herman Ottó Múzeumban van letétben. A titkos és a publikus című állandó kiállítás részeként tekinthető meg, ahol a címben szereplő „titkos” gyűjteményt képezi (a kiállítás másik fele Petró Sándor gyűjteményéből áll).